# 芳香族ポリエーテルケトン
芳香族ポリエーテルケトン（ほうこうぞくポリエーテルケトン）は、ベンゼン環がエーテルとケトンにより結合した直鎖状ポリマー構造を持つ、結晶性の熱可塑性樹脂に属するポリマーの総称。工業材料としてはポリエーテルエーテルケトン (PEEK) が有名である。

## 特徴

### 熱特性
- 熱可塑性樹脂としては非常に高い耐熱性を有する。(ガラス転移温度は約143℃。非強化状態でPEKの荷重たわみ温度は約186℃、PEEKは約140℃。ガラス繊維などフィラーによる強化グレードでは300℃を超える。融点は約343℃。)
- 熱伝導率は、室温から固相温度までの間で、温度に対してほぼ直線的に増加する。
- 難燃性に優れる。（改質しない状態でUL94V-0を満たす。）

### 力学的特性
- 機械的特性、耐疲労性に優れる。耐磨耗性や寸法安定性も良好。（ヤング率は3.6GPa、引張強度は90～100MPa)
- 加工性に優れ、通常の射出成型機での加工やフィルム化・不織布化も可能。
- 成形時の加工条件によって結晶化度が変化し、機械的特性に影響する。

### その他
- 耐薬品性に優れる。
- 電気絶縁性や耐放射線性に優れる。
- 非常に高価。

## 種類

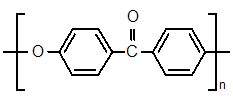
ポリエーテルケトン

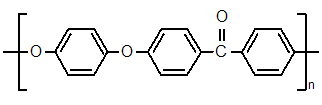
ポリエーテルエーテルケトン

エーテル結合とケトン結合を交互に配置した基本的な直鎖状構造を持つポリエーテルケトン (polyetherketone, PEK) と、エーテル・エーテル・ケトンの順に結合を配置したポリエーテルエーテルケトン (polyetheretherketone, PEEK) が工業的に製造され、特に後者は用途を拡大している。これらの他に、結合の配置を変更したポリエーテルケトンケトン (polyetherketoneketone, PEKK) やポリエーテルエーテルケトンケトン (polyetheretherketoneketone, PEEKK) も芳香族ポリエーテルケトンの一種である。
また、現在は研究段階にあるエステル結合を加えたポリエーテルケトンエステルもこの群に加わる。

## 製法
5種類の製法に大別される。ただし工業化されているものは求核置換反応法と求電子置換反応法の2種類のみであり、残る3種類は特許開示がなされている。

### 求核置換反応法
PEKは、フッ素と水酸基を置換体として各端に結合させたベンゾフェノンを求核置換反応で結合させて製造する。
n HO−C6H4−C(=O)−C6H4−F → [−O−C6H4−C(=O)−C6H4−]n + n HF
PEEKは、ヒドロキノンと、フッ素を置換体として両端に結合させたベンゾフェノンを求核置換反応で結合させて製造する。触媒には炭酸カリウムなどを使用する。
n HO−C6H4−OH ＋ n F−C6H4−C(=O)−C6H4−F → [−O−C6H4−O−C6H4−C(=O)−C6H4−]n + 2n HF
フッ素は置換体としては高価なため、塩素などの利用も研究されている。

### 求電子置換反応法
PEKは、片方にケトン基を介して求電子剤として塩素を結合させた、すなわちアシル基 −C(=O)Cl としたベンゾフェノンをフリーデル・クラフツ反応（求電子置換反応の一種）で結合させる。触媒には塩化アルミニウムなどを使用する。
n C6H5−O−C6H4−C(=O)−Cl → [−O−C6H4−C(=O)−C6H4−]n + n HCl
PEKKは、ベンゾフェノンと、両端に求電子剤として塩素を結合させたケトン基を持つベンゼン環を、塩化アルミニウムなどを触媒として、フリーデル・クラフツ反応で結合させて製造する。
n Cl−C(=O)−C6H4−C(=O)−Cl ＋ n C6H5−C(=O)−C6H5 → [−O−C6H4−C(=O)−C6H4−C(=O)−C6H4−]n + 2n HCl
この製法では分岐構造や異種結合が起こりやすく、反応のコントロールが難しい。

### ルイス酸/強酸触媒下、求核性芳香族化合物とチオカルボン酸誘導体との反応
PEEKの製造法。工業化はされていない。
n C6H5−O−C6H4−O−C6H5 ＋ n C2H5−S−C(=O)−Cl → [−O−C6H4−O−C6H4−C(=O)−C6H4−]n + n C2H5SH + n HCl
タイコインターナショナルが特許を所有している。出願はレイケム (Raychem Co.) だが、1999年の同社買収によって所有権が移転した。

### フルオロアルカンスルホン酸、あるいは五酸化二リン/メタンスルホン酸存在下での反応
PEEKおよびPEKKの製造法。工業化はされていない。
n C6H5−O−C6H4−O−C6H4−C(=O)−OH → [−C6H4−O−C6H4−O−C6H4−C(=O)−]n + n HCl
n C6H5−O−C6H5 ＋ HO−C(=O)−C6H4−C(=O)−OH → [−C6H4−O−C6H4−C(=O)−C6H4−C(=O)−]n + 2n H2O
インペリアル・ケミカル・インダストリーズ(ICI)が特許を所有。

### ニッケル触媒を利用した炭素-炭素カップリング反応
工業化はされていない。ユニオンカーバイド社が特許を所有。

## 改質
フィラー強化
ガラス繊維や炭素繊維などを充填し、機械的強度とともに耐熱性を高める。高耐熱用途ではガラス繊維30%強化グレードが多用されている。
PEEK-HT
ICI子会社のVictrex plcが開発した耐熱性向上グレード。通常のPEEK比融点が約34℃、ガラス転移点が約14℃それぞれ上昇する。高温環境下での機械的特性保持力に優れ、また耐磨耗性はPEEKの3倍程度にまで向上している。
耐衝撃性改良
Victrex plcが開発したグレード。氷点下から100℃を越える使用環境にて通常のPEEK比2倍以上の耐衝撃性を有する。ポリマーアロイと推測されるが、詳細は明らかにされていない。

## 用途

### 歴史
芳香族ポリエーテルケトンの先駆けとなったPEEKは1978年にICIが開発し、2年後に工業化した。電線の絶縁被膜や自動車用オイルシールでの利用から、その高い耐熱性や機械的特性の良さから用途を拡大している。

### 使用例
電線被膜や電気・電子関連部品。エンジンなど高温部での使用を含む自動車関連部品。ベアリング、ピストン部品、ポンプ。
航空宇宙関連の材料部品。鉛フリーはんだ素材、電子回路基板など。
耐薬品性や耐腐食性機能を生かし、薬品・溶剤・腐食性ガス製造ラインの部品にも活用される。

### その他特殊用途
高速液体クロマトグラフィー用のカラム。コンプレッサー用のプレートバルブ。超高真空用途。医療用インプラント用途。
高解像度の磁気共鳴画像（MRI）を使用して、脳外科手術で頭蓋骨の一部を交換するために使用される。
連続した高温（最高260°C）の用途にも適している点と熱伝導率の低さから、FFF印刷でホットエンドとコールドエンドを熱的に分離するためにも使用される。